# Stacja czołowa (telewizja kablowa)
Stacja czołowa (ang. headend) – centralny punkt dystrybucyjny w sieci telewizji kablowej. Mieści ona odbiorniki/nadajniki satelitarne, modulatory sygnałów, systemy warunkowego dostępu, sprzęt transmisji danych (CMTS) oraz inne urządzenia niezbędne do rozprowadzenia sygnału. Zdecydowana większość sieci kablowych używa technologii światłowodowej, która dopiero w pobliżu większych skupisk mieszkańców zamieniana jest na kabel miedziany. Często sieć kablową określa się angielskim określeniem Hybrid fibre-coaxial (HFC) czyli hybrydy światłowodu i kabla koncentrycznego.
Stacja czołowa składa się z systemu antenowego zawierającego anteny satelitarne, anteny TV naziemnej i radia, zespołu urządzeń (właściwa stacja czołowa) służących do odbioru i przetwarzania sygnałów TV i radiowych, oraz zespołu urządzeń transmisyjnych – głównie nadajników światłowodowych.
Większe sieci TV kablowej nadają poprzez stację czołową produkowane we własnych studiach programy lokalne.
W obecnym czasie, ze względu na zastąpienie sieci TV kablowej o charakterze jednokierunkowym "Stacja czołowa – odbiorca " sieciami dwukierunkowymi "sieci z kanałem zwrotnym" – "stacje czołowe" powoli zamieniają się w serwery usług telekomunikacyjnych oferując oprócz radia i telewizji usługi telefonii i dostępu do Internetu.

## Przetwarzanie sygnału
W skład stacji czołowej wchodzą:
- rozgałęźniki sygnałów z anten satelitarnych i naziemnych – służą do rozgałęzienia sygnałów z kilku konwerterów do kilkudziesięciu demodulatorów. Stosuje się rozgałęźniki pasywne i aktywne.
- przemienniki kanałów naziemnych TV – w sieci TV kablowej muszą być retransmitowane na innych niż w powietrzu częstotliwościach.
- przemienniki sygnałów TV satelitarnej, zarówno FTA jak i kodowanej, oraz coraz rzadziej nadawanych analogowo programów TV satelitarnej.
- sumatory, które pozwalają złożyć w jeden sygnały z przemnienników.

Przemiennik zazwyczaj składa się z precyzyjnego odbiornika cyfrowego lub analogowego oraz modulatora (analogowego). Taki sygnał może odebrać dowolny odbiornik telewizyjny.
Obecnie w sieciach TV kablowej sygnały nadawane są również w postaci pakietów cyfrowych nadawanych jako strumienie MPEG.
Taki sygnał odbiera się za pośrednictwem "dekodera", nazywanego też "Set-top-box"em. Jest to dekoder podobny do dekoderów TV satelitarnej – jednak pracuje z innymi częstotliwościami.

## Modulacja
Sygnały TV i radiowe po demodulacji i ewentualnej obróbce są ponownie modulowane na częstotliwości używane w sieci TV kablowej.
Pozwala to zachować odpowiednie parametry sygnału, oraz nadawać w kanałach nie kolidujących z używanymi lokalnie przez nadawców rozsiewczych (TV naziemna).
Zmodulowane sygnały są sumowane na wyjściu stacji czołowej, dołączane są inne media nadawane w kierunku do abonenta i taki sygnał, zawierający sygnał TV, radia, strumień MPEG-2 i np. przekaz telefonii i internetowy, jest wysyłany do abonentów.

## Transmisja
Sygnał jest transmitowany ze stacji poprzez sieć światłowodową i koncentryczną do abonentów.
W pomieszczeniu stacji zabudowane są zazwyczaj nadajniki światłowodowe służące do rozesłania sygnału do sieci TV kablowej.
Główne tory transmisji zbudowane są z traktów światłowodowych pracujących z nadajnikami 1310 nm (mniejsze sieci) i 1550 nm (duże sieci). W rejonach zamieszkania abonentów lokalizowane są tzw. "nody" optyczne gdzie z traktu światłowodowego sygnał jest przekazywany do sieci koncentrycznej i dosyłany do abonentów.